# Temnosmrečinská dolina

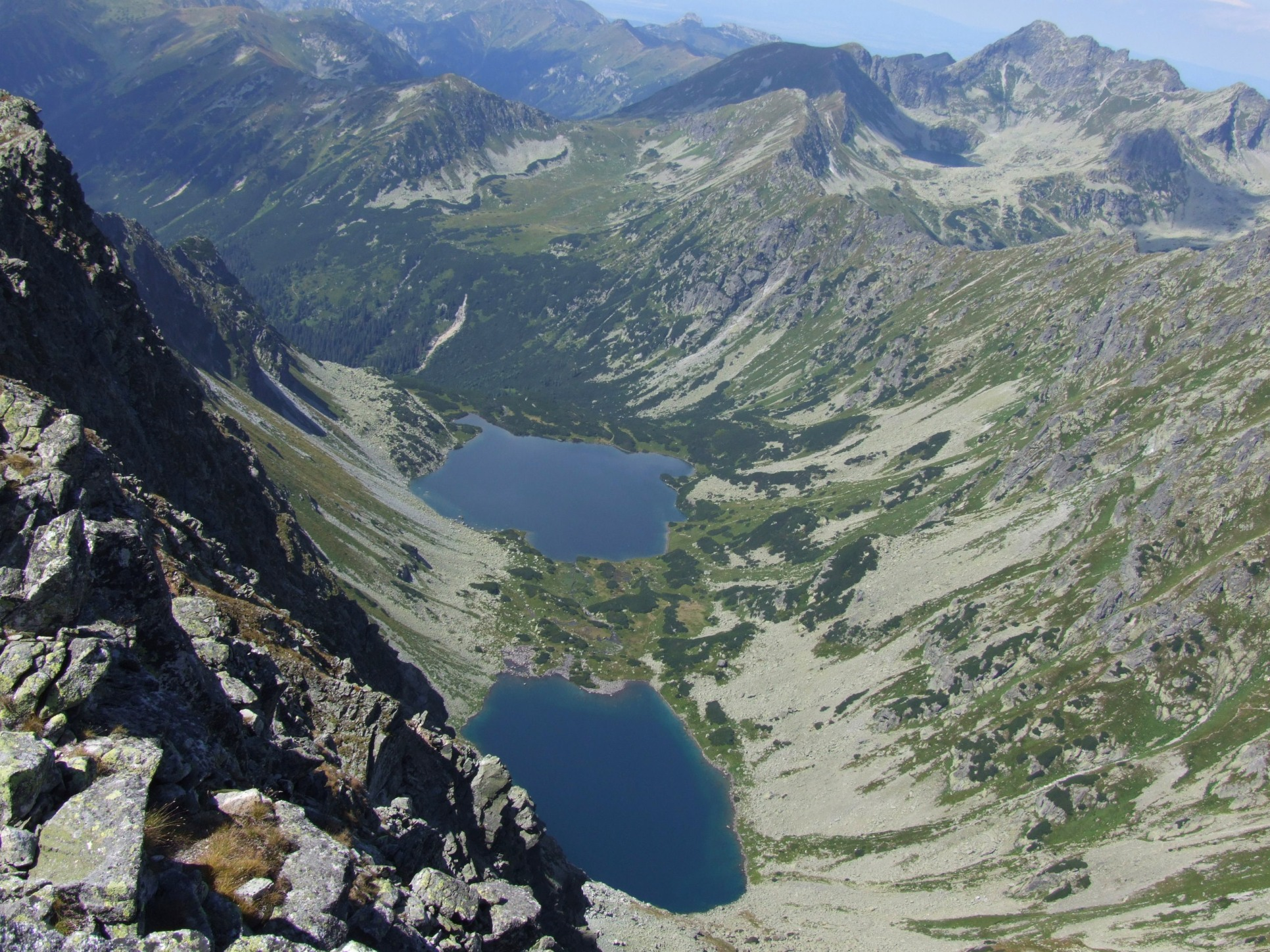
Temnosmrečinská dolina

Temnosmrečinská dolina je údolí ve slovenské části Vysokých Tater, které odbočuje z Koprové doliny směrem na východ. Vede skrze něj červeně značený chodník z Podbanského, resp. Tří studánek, který končí u Nižného Temnosmrečinského plesa. V údolí je ještě Vyšné Temnosmrečinské pleso.